# Esserden

Lage von Esserden in Rees

Frühere Lage (bis 1969) von Esserden im Amt Rees-Land

Esserden ist ein Ortsteil der Stadt Rees im Kreis Kleve in Nordrhein-Westfalen. Bis 1969 war Esserden eine eigenständige Gemeinde im damaligen Kreis Rees.

## Geographie
Esserden liegt westlich der Reeser Kernstadt und wird von dieser durch die Bundesstraße 67 getrennt. Die ehemalige Gemeinde Esserden besaß eine Fläche von 4,3 km². Im Ortsteil Esserden liegt neben ausgedehnten landwirtschaftliche Flächen auch der Mahnensee. Zum Stadtteil Esserden gehören die ehemaligen Gemeinden Reeserward und Speldrop.

## Geschichte
Esserden wurde erstmals 899 urkundlich erwähnt. Seit dem 19. Jahrhundert bildete Esserden eine Landgemeinde in der Bürgermeisterei Rees-Land (seit 1928 Amt Rees-Land) im Kreis Rees im Regierungsbezirk Düsseldorf. Am 1. Juli 1969 wurde Esserden durch das Gesetz zur Neugliederung von Gemeinden des Landkreises Rees in die Stadt Rees eingegliedert. Gemäß der Hauptsatzung der Stadt Rees bildet Esserden eine der acht Ortschaften der Stadt Rees.

## Einwohnerentwicklung
| Jahr | Einwohner | Quelle |
| ---- | --------- | ------ |
| 1832 | 350       | [ 5 ]  |
| 1861 | 450       | [ 3 ]  |
| 1871 | 409       | [ 6 ]  |
| 1885 | 389       | [ 7 ]  |
| 1910 | 419       | [ 8 ]  |
| 1925 | 471       | [ 1 ]  |
| 1939 | 438       | [ 9 ]  |

## Kultur
Ein Träger des örtlichen Brauchtums ist die St.-Irmgardis-Schützenbruderschaft Esserden–Reeserward–Speldrop.

## Sport
Die DJK TuS Esserden ist der örtliche Sportverein.

## Bildergalerie

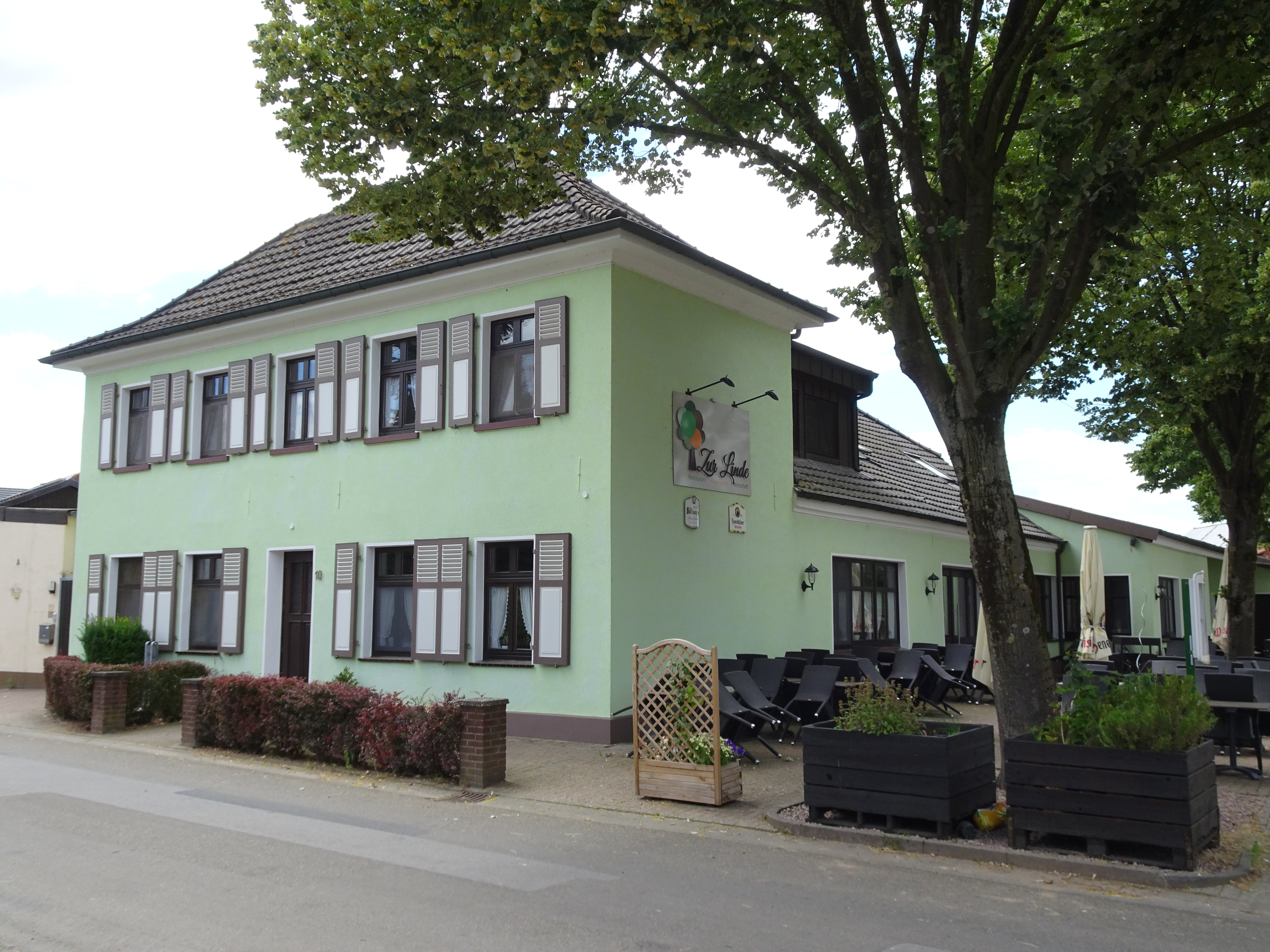
Restaurant Zur Linde
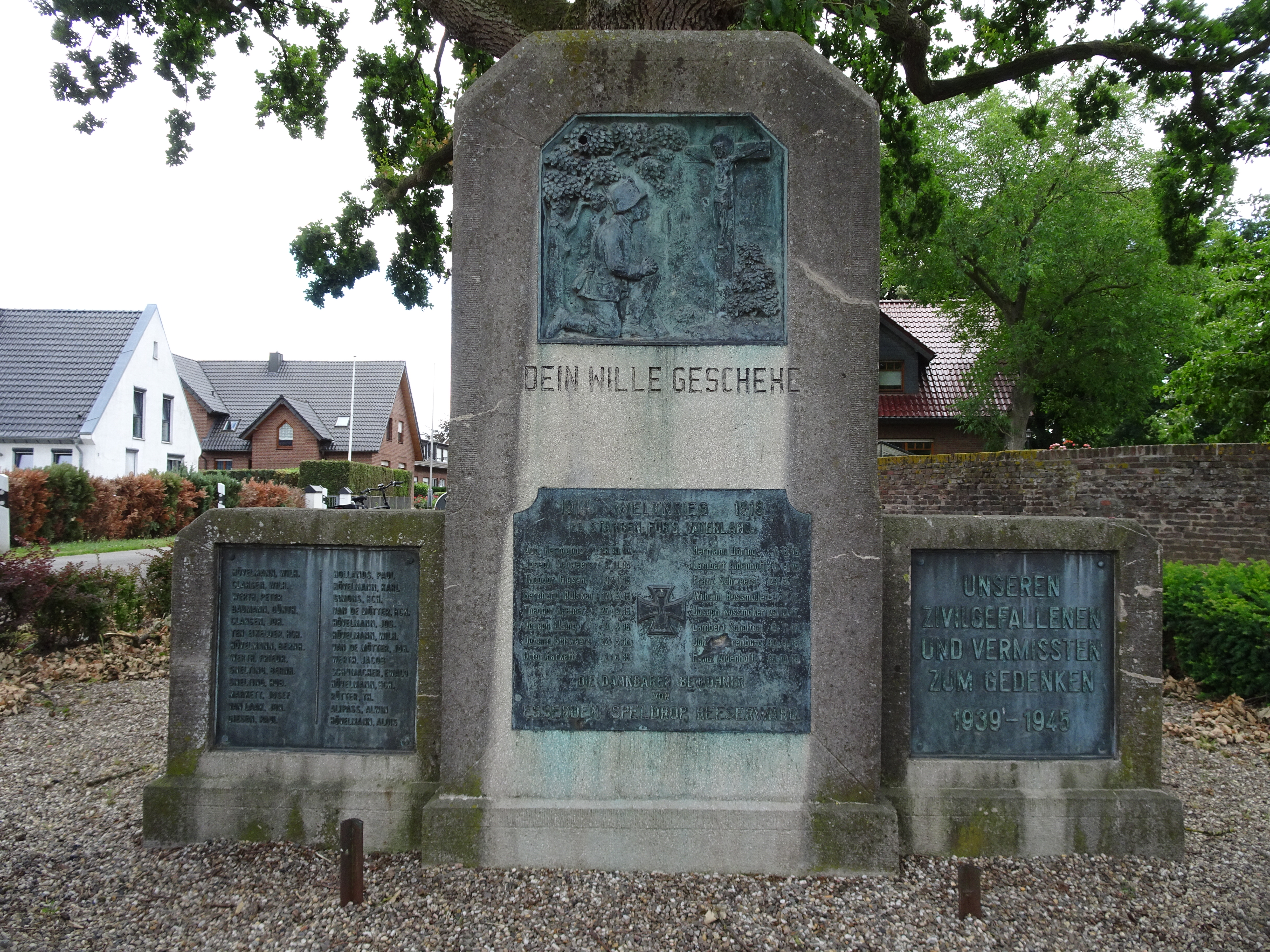
Alte Schulstraße, Denkmal
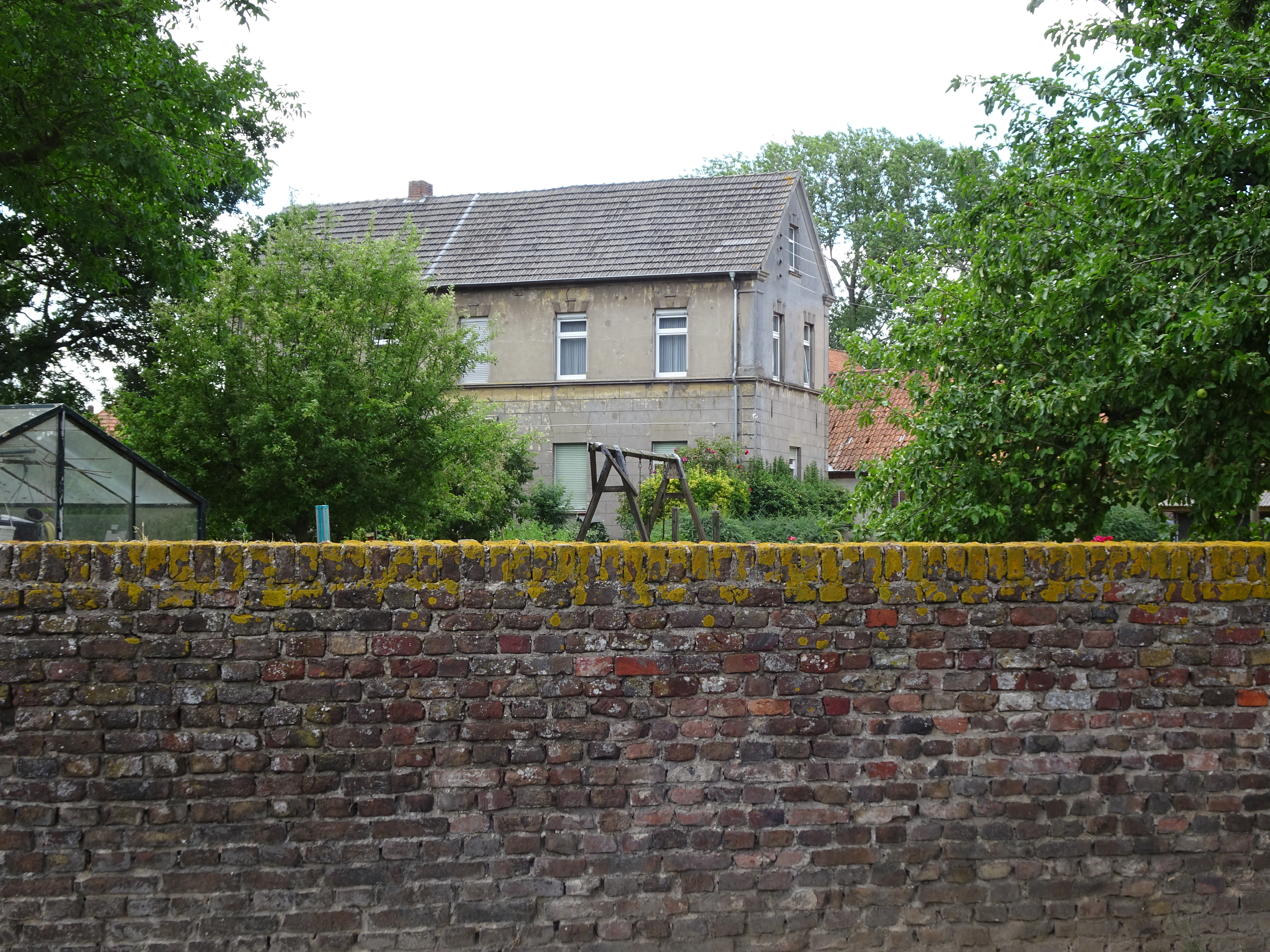
Schützenstraße
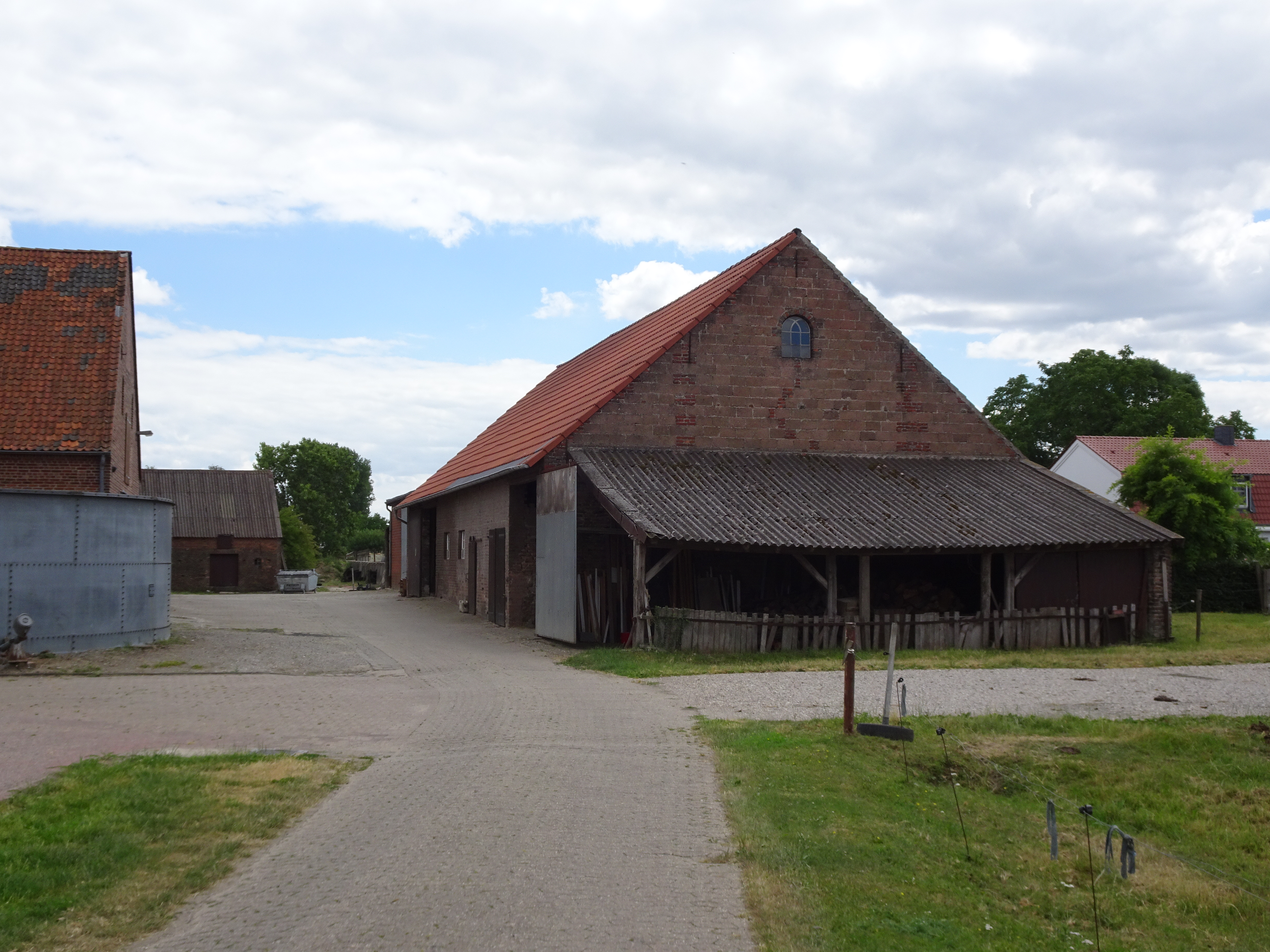
Schützenstraße
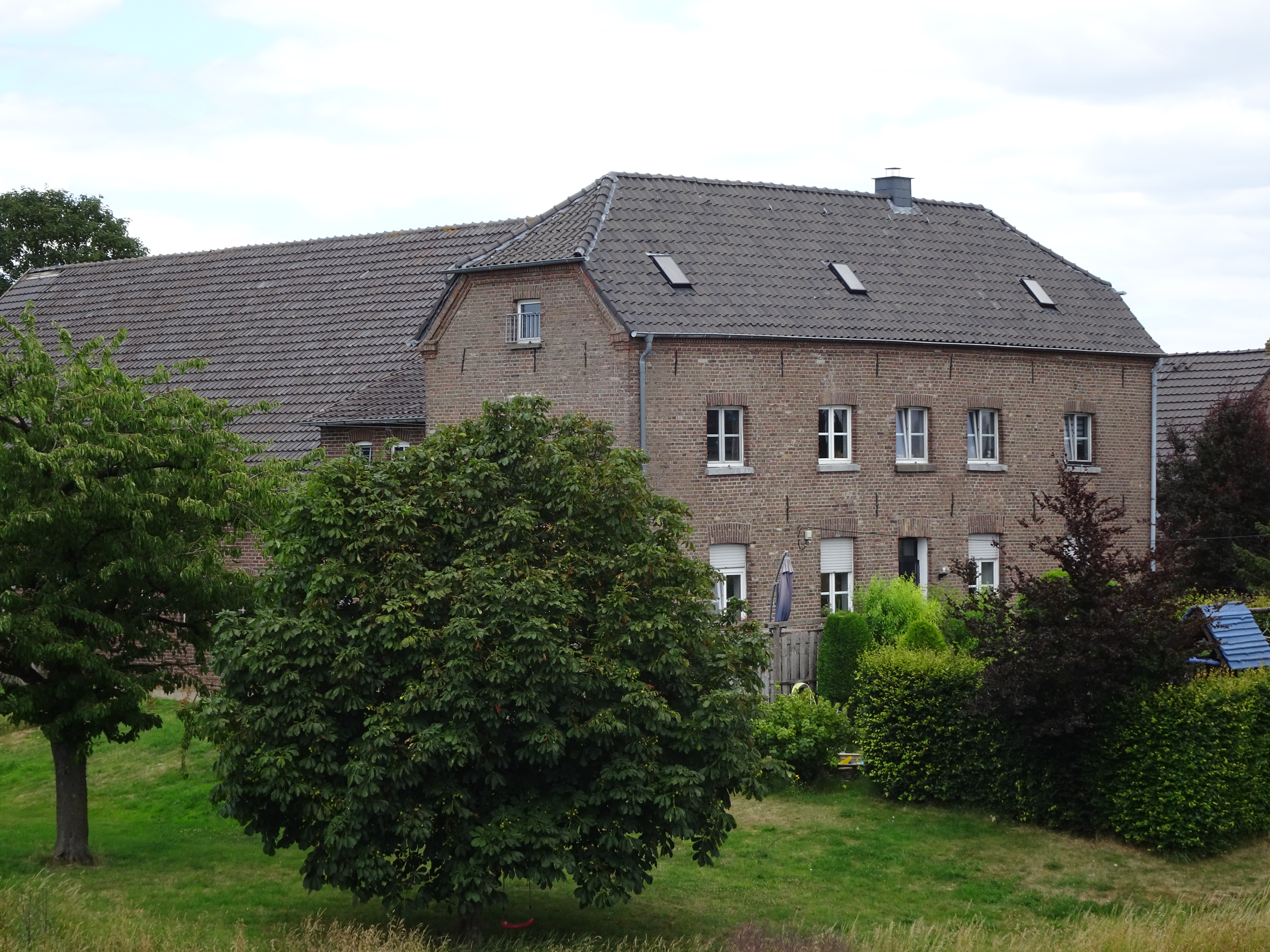
Dammweg
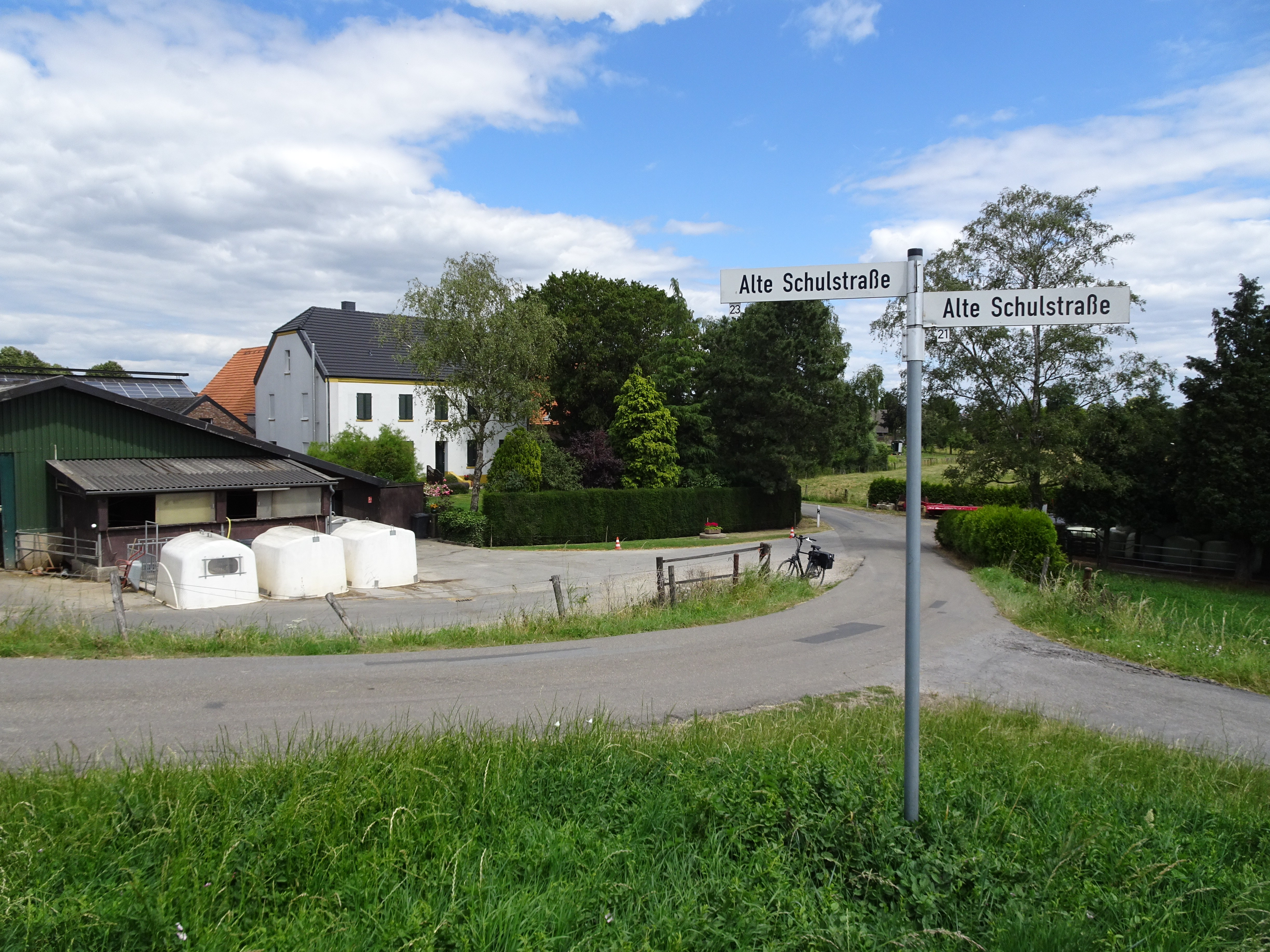
Alte Schulstraße
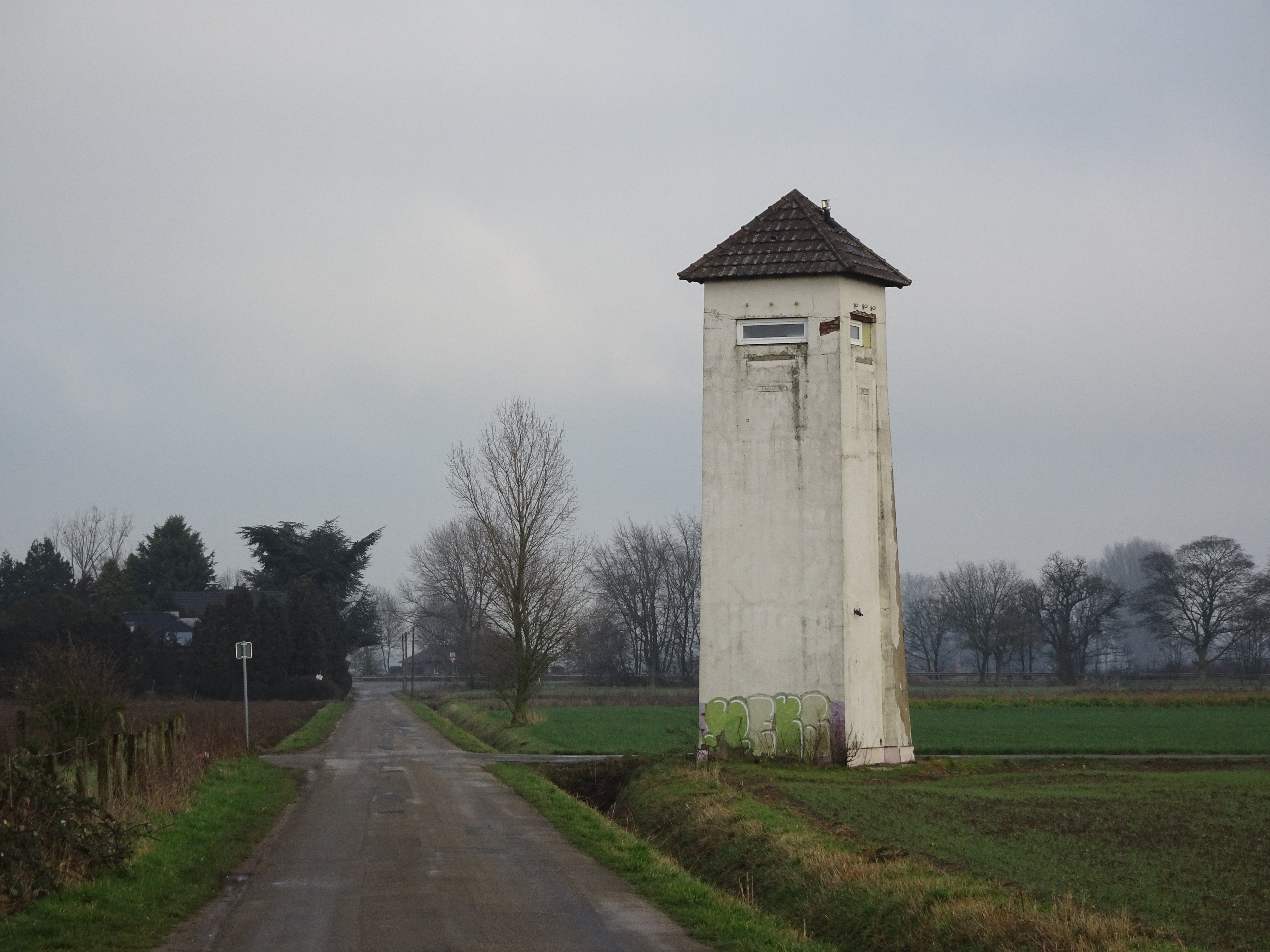
Heimische Straße
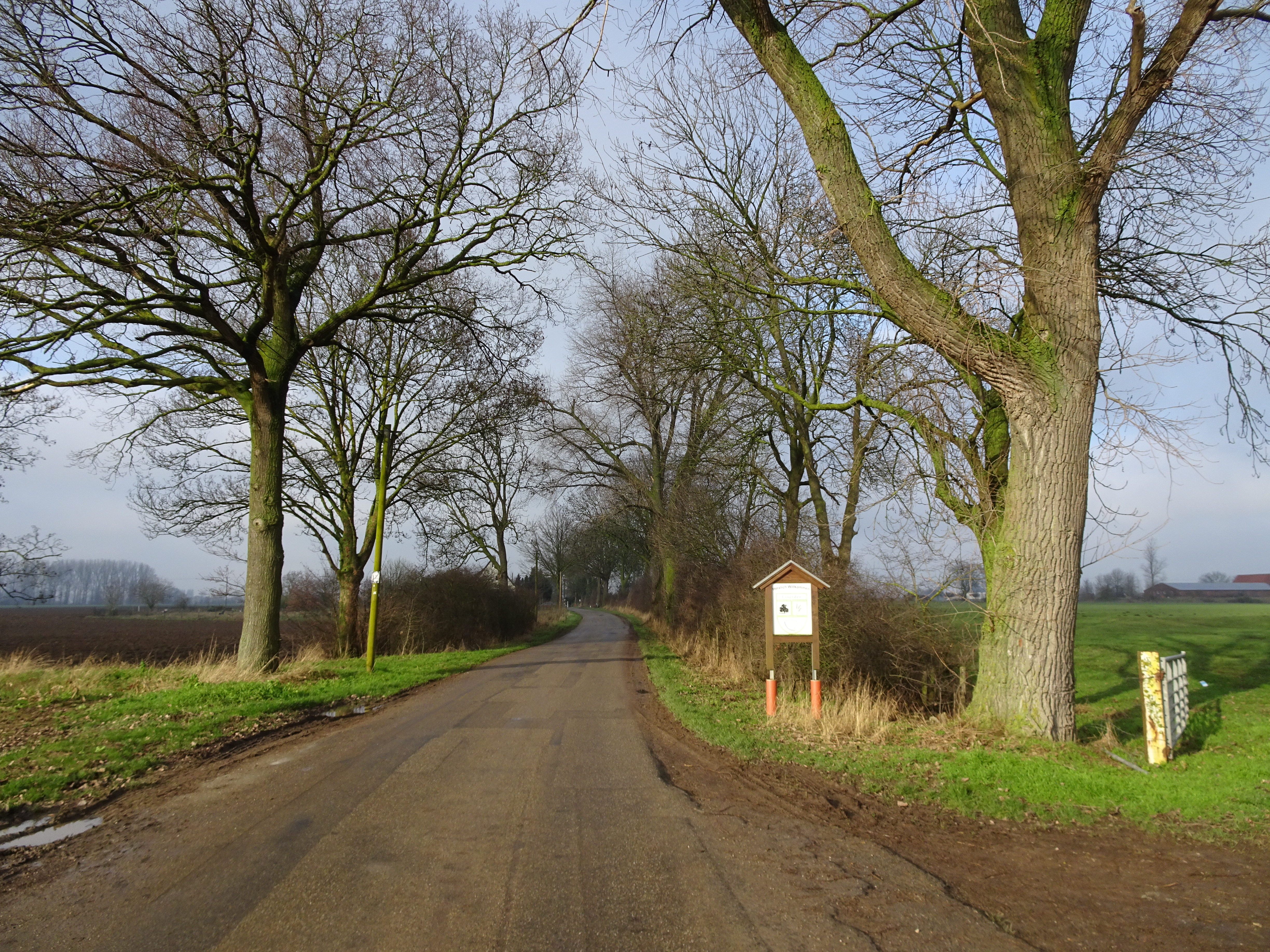
Spyckweg
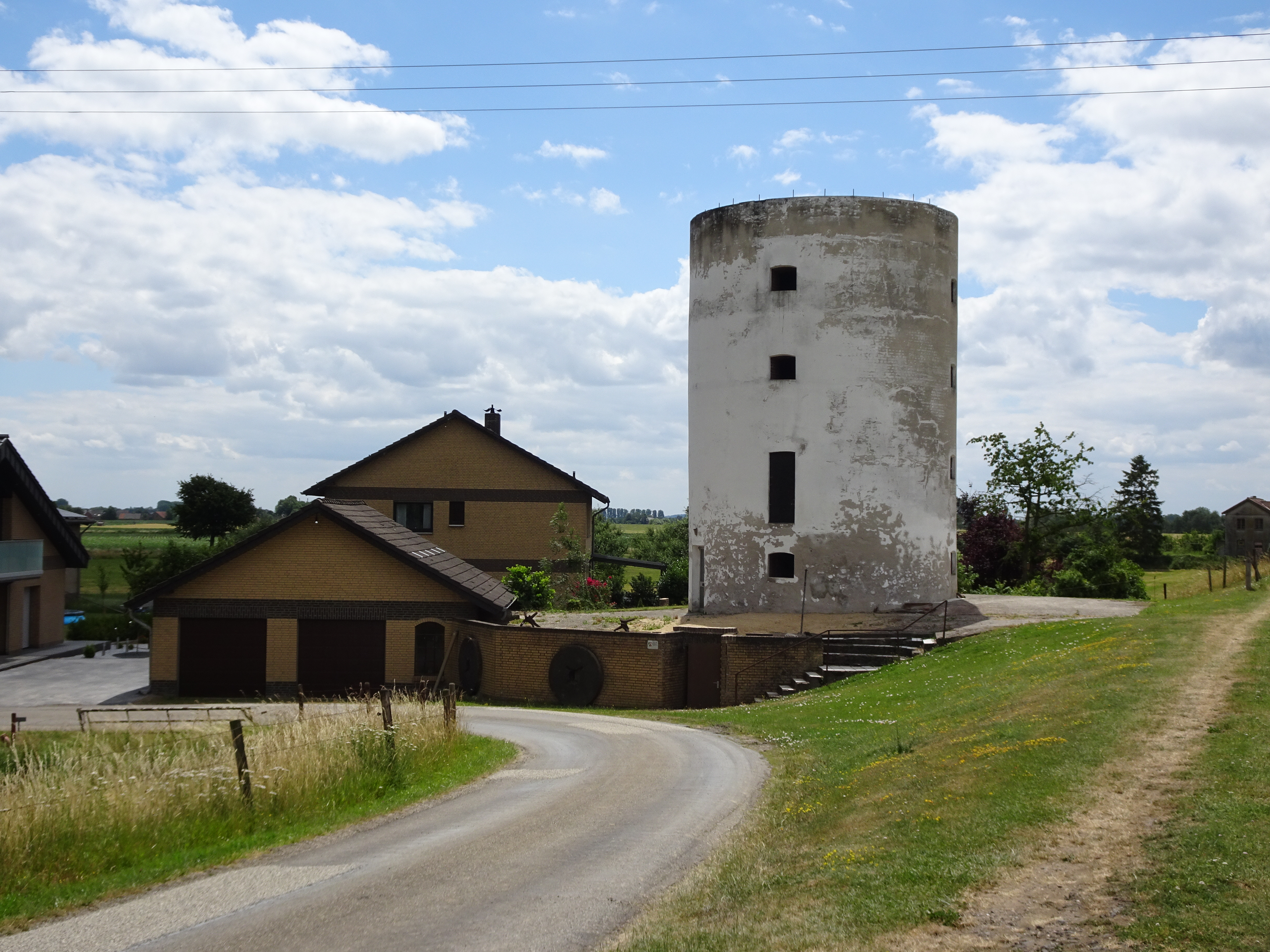
Mühle Rosau